# Chaparral Cars

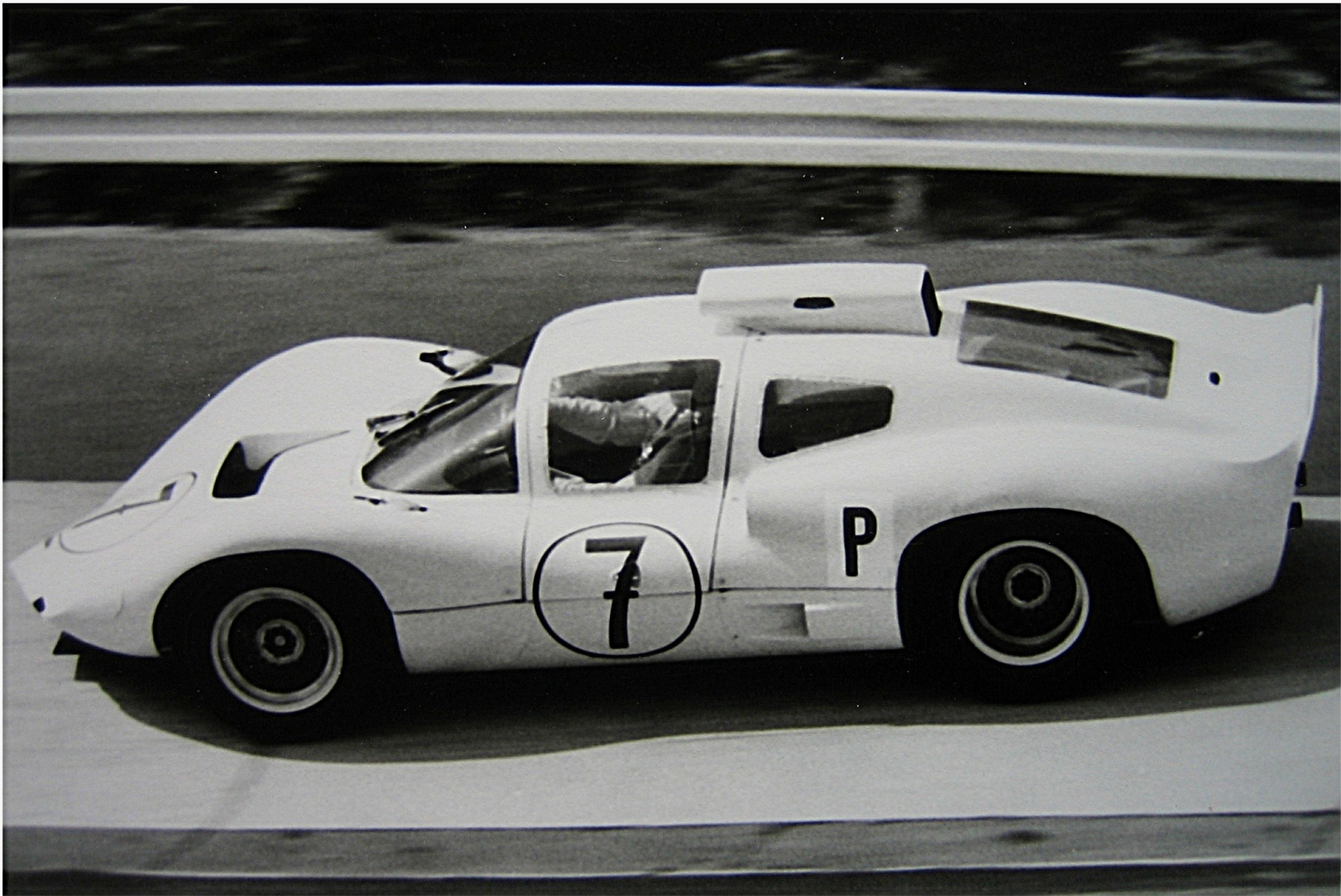
Chaparral 2D mit Joakim Bonnier 1966

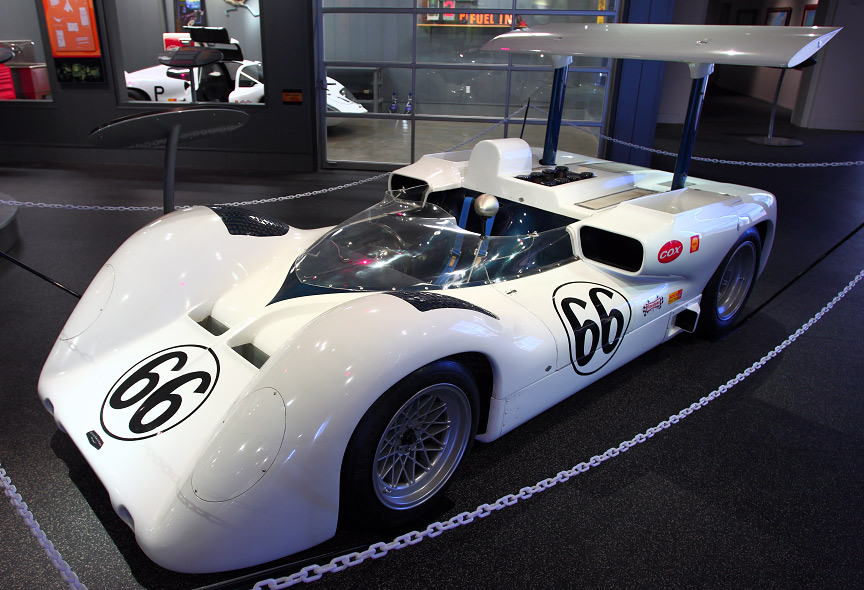
Chaparral 2E

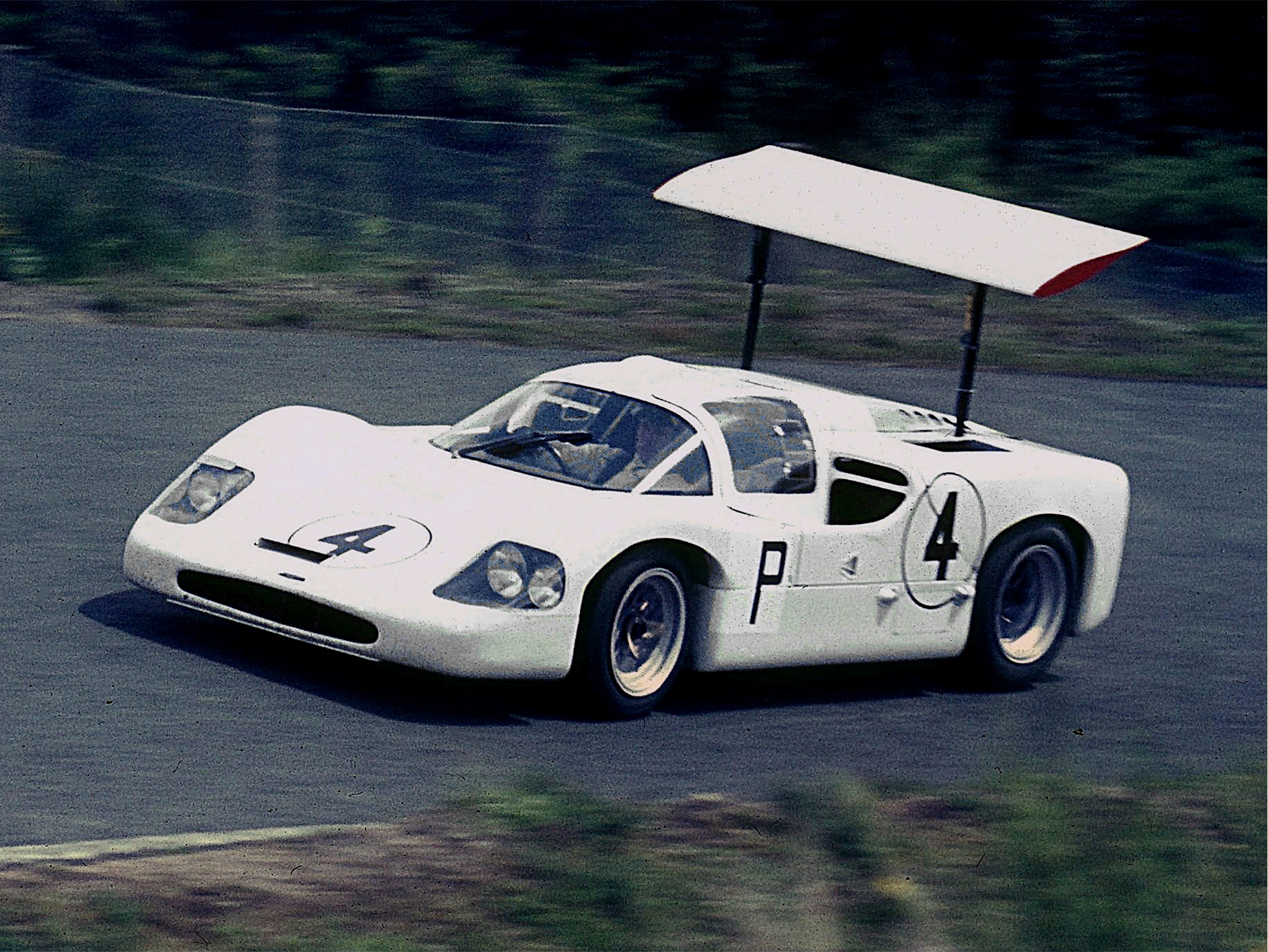
Chaparral 2F, gefahren von Mike Spence im Training zum 1000-km-Rennen auf dem Nürburgring 1967

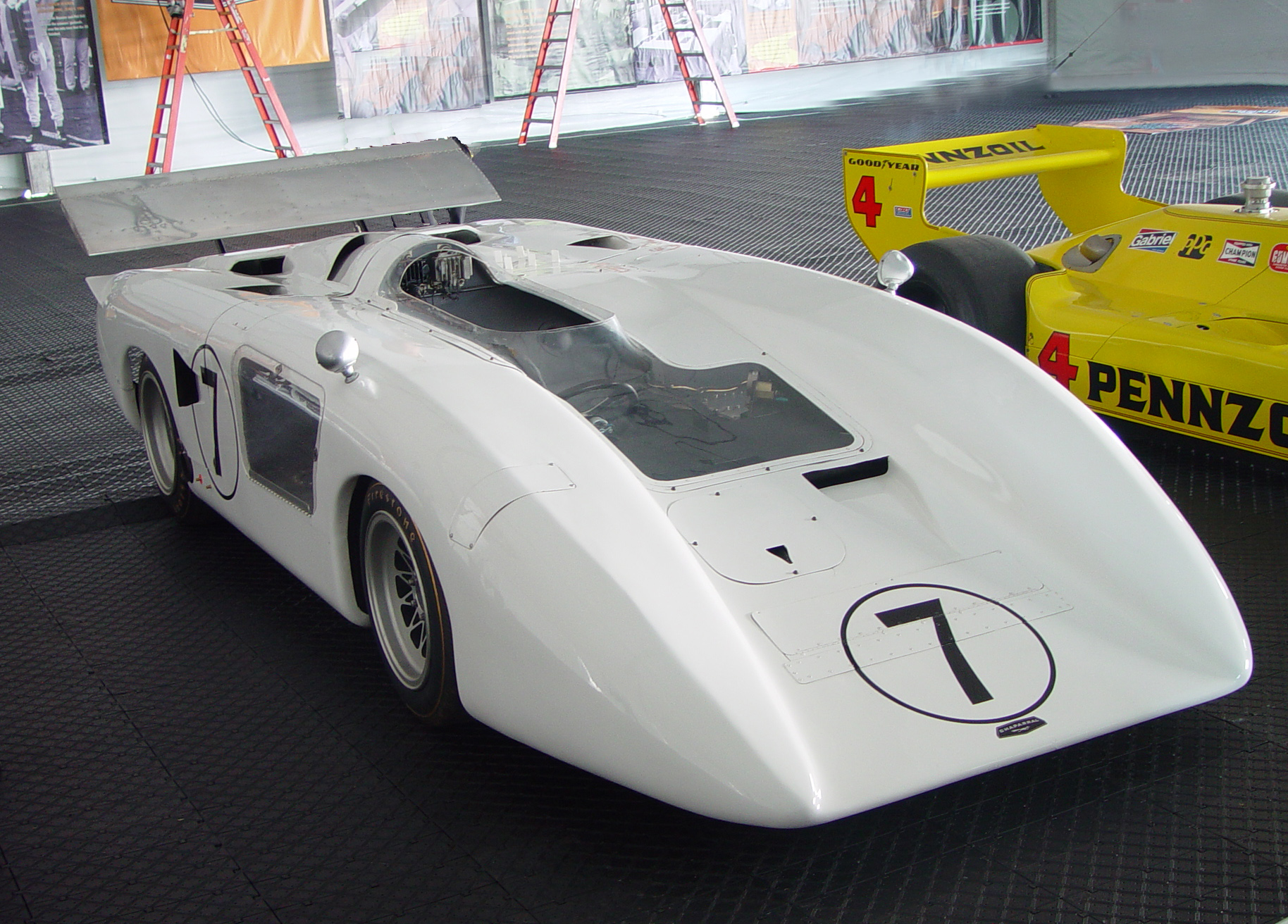
Chaparral 2H (1969)

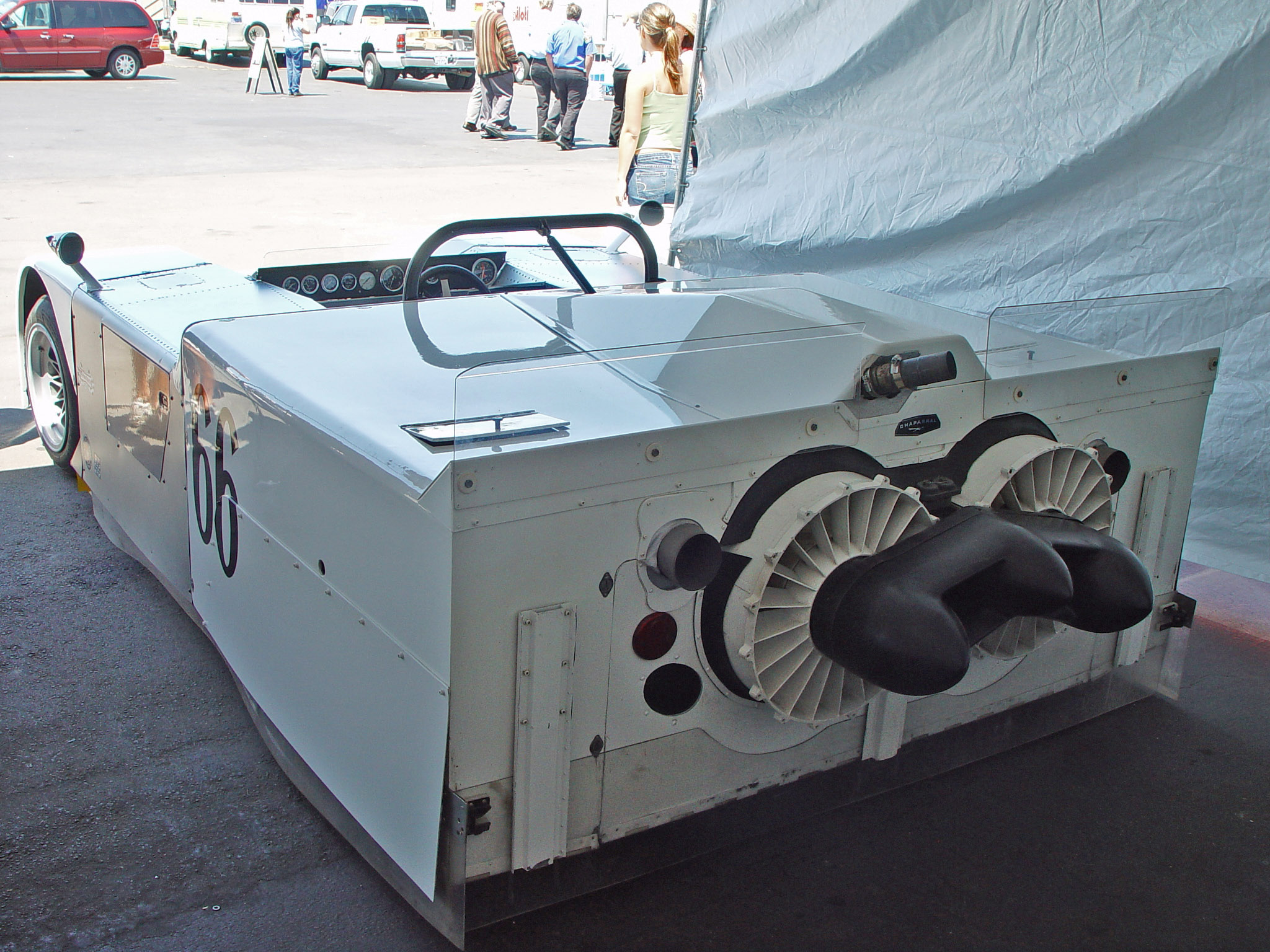
Chaparral 2J (1970)

Chaparral war ein Rennwagenprojekt des US-amerikanischen Rennfahrers und Konstrukteurs Jim Hall, das von 1963 bis 1970 bestand. Der Name wurde von dem Vogel Wegekuckuck abgeleitet, der auch Road Runner genannt wird.

## Geschichte
Die technisch revolutionären Fahrzeuge zeichneten sich unter anderem durch die erstmalige erfolgreiche Verwendung von Automatikgetrieben (2D, 1966), riesige Heckflügel (2E, 1966 und 2F, 1967) sowie den ersten „Staubsauger-Rennwagen“ (2J, 1970) aus. In dieser Hinsicht waren sie Vorreiter zahlreicher anderer Konstruktionen. Die Formel 1 übernahm die Heckflügel ein Jahr später; Brabham kopierte mit dem BT46B den „Staubsauger“.
Bezeichnet wurden die Chaparral-Modelle nach Jahrgängen mit 2 (1963), 2C (1965), 2D (1966), 2E (1966), 2F (1967), 2G (1968), 2H (1969) und 2J (1970). Die Chaparral-Prototypen gewannen in den Vereinigten Staaten einige Rennen oder fuhren schnellste Rundenzeiten. Angetrieben wurden sie von Chevrolet-Zweiventil-Saug-V-Achtzylindern. Ein technischer Höhepunkt war der Typ 2J von 1970, der zusätzlich einen Zweitaktmotor und seitliche Schürzen hatte. Dieser ILO-Schneemobilmotor trieb zwei 17-Zoll-Gebläse mit einer konstanten Drehzahl von 5000/min an, die die Luft unter dem Wagen ansaugten und für einen erhöhten Anpressdruck sorgten. Der zusätzliche Anpressdruck wird mit 900 Pfund (4 kN) angegeben. Damit hätte der 2J jedoch nicht an der Decke fahren können, wie des Öfteren kolportiert wird.

## Technische Daten
| Chaparral      | 1966 (2D)         | 1967 (2F)         |
| -------------- | ----------------- | ----------------- |
| Motor          | V8-Zylinder, 90°  | V8-Zylinder, 90°  |
| Hubraum        | 5354 cm³ (327 ci) | 6996 cm³ (427 ci) |
| Bohrung × Hub  | 101,6 × 82,55 mm  | 107,98 × 95,5 mm  |
| Leistung       | 316 kW (430 PS)   | 405 kW (550 PS)   |
| bei 1/min      | 6800              | 6500              |
| Verdichtung    | 11,0 : 1          | 11,0 : 1          |
| Getriebe       | 2-Gang-Automatik  | 3-Gang-Automatik  |
| Radstand       | 2340 mm           | 2380 mm           |
| Reifengröße    | 9/12–15           | 6.50/7–15         |
| Trockengewicht | 780 kg            | 830 kg            |

Dem europäischen Publikum wurden die Fahrzeuge weniger durch den Sieg von Phil Hill/Joakim Bonnier 1966 auf dem Nürburgring bekannt als durch die zahlreichen Miniaturmodelle dieser Rennwagen, die Ende der 1960er, Anfang der 1970er Jahre in jedem Spielwarengeschäft zu finden waren.

## Ergebnisse

### Siege in der Sportwagen-Weltmeisterschaft
| Jahr | Rennen                             | Fahrzeug     | Fahrer 1       | Fahrer 2  |
| ---- | ---------------------------------- | ------------ | -------------- | --------- |
| 1965 | 12-Stunden-Rennen von Sebring      | Chaparral 2A | Hap Sharp      | Jim Hall  |
| 1965 | 500-km-Rennen von Bridgehampton    | Chaparral 2A | Hap Sharp      |           |
| 1966 | 1000-km-Rennen auf dem Nürburgring | Chaparral 2D | Joakim Bonnier | Phil Hill |
| 1967 | 6-Stunden-Rennen von Brands Hatch  | Chaparral 2F | Mike Spence    | Phil Hill |